# Nejlepší kámoška Shauna
Nejlepší kámoška Shauna (v anglickém originále Girls Just Shauna Have Fun) je 19. díl 33. řady (celkem 725.) amerického animovaného seriálu Simpsonovi. Scénář napsal Jeff Westbrook a díl režíroval Matthew Nastuk. V USA měl premiéru dne 1. května 2022 na stanici Fox Broadcasting Company a v Česku byl poprvé vysílán 21. června 2022 na stanici Prima Cool.

## Děj
Během hodiny hudební výchovy na Springfieldské základní škole vstupuje do třídy ředitel Skinner. Oznámí, že Líza byla požádána, aby kvůli zranění nahradila saxofonistu v orchestru Springfieldské střední školy.
Večer si Líza uvědomí, že ve škole zapomněla své poznámky. Líza se pro ně vrátí do školy a potká zde Shaunu, která zde dodatečně zkouší bubnování. Přestože se Shauna na Lízu nejprve zlobí, druhý den si to rozmyslí a požádá dívku, aby s ní šla domů. V domě Chalmersových se Shauna zlobí na svého otce a dívky se vydají do nákupního centra. Aby Shauna dostala Lízu na film pro dospělé, řekne, že je její starší sestra.
Homer jde vyzvednout Lízu k Chalmersovým a potká Garyho, otce Shauny. Dává Homerovi ochutnat jeho vlastní, kněžské pivo, které mu velmi chutná. Oba otcové se spřátelí a Chalmers svěří Homerovi vaření další várky piva.
Marge je mezitím znepokojena Shauniným vlivem na Lízu. Líza ve svém pokoji povzbuzuje Shaunu, aby se přihlásila na konkurz na post vedoucí bubenice. Shauna neochotně souhlasí, svým talentem vyřadí konkurenci a je jí nabídnuto místo. Po bubenickém představení Shauny je Trevor, quarterback školního fotbalového týmu, požádá, aby přišli na párty za podmínky, že si přinesou vlastní pivo.
Chalmers a Homer mezitím vytvoří novou značku piva. Shauna s Lízou spolupracují na tom, aby mohly přepravku piva rodičů odnést. Homer při povzbuzování dětí omylem stiskne dálkové ovládání od Chalmersových garážových vrat. Výsledkem je, že si Trevor s kamarádem odvezou nejen jednu bednu, ale všechno pivo z Chalmersovy garáže.
Na večírku jsou děti nadšené Líziným vystoupením, ale když Trevorovi rodiče odejdou, poklidný večírek se změní v chaos, když Trevor přiveze pivo. Chalmers a Homer se prostřednictvím sociálních sítí dozvídají o ukradeném pivu, jež „opájí nezletilce“. Líza, kterou tu Shauna nechala o samotě, byla z párty vyděšená. Zavolá tedy policii právě ve chvíli, kdy dorazí Chalmers a Homer. Během několika minut přijíždí policie a zatýká je za podání alkoholu nezletilým. Lou však zjistí, že pivo neobsahuje žádný alkohol, protože Homer zapomněl přidat kvasinky, takže jsou propuštěni.
Líza řekne Homerovi, jak moc nenávidí Shaunu za to, že ji opustila, a že už ji nikdy nechce vidět. Doma se Líza usmíří s Maggie, která se na ni zlobila, protože ji kvůli Shauně ignorovala. Když Homer a Marge odejdou z domu na malé setkání, přijede hlídačka Shauna. Řekne Líze, že si založila vlastní kapelu, kde zároveň zpívá. Nyní se dívky usmíří a začnou znovu společně hrát na své nástroje.

## Kulturní odkazy
V epizodě zazněla úvodní znělka seriálu Hawaii 5-0.
Když pan Orlando říká Shauně, že jí bude přezdívat James Corden kvůli jejímu pozdnímu příchodu, odkazuje na americkou talkshow The Late Late Show with James Corden. V českém znění místo toho zaznělo: „Beru to jako klasickou akademickou čtvrthodinku.“
Pan Orlando uvádí, že skupina Supertramp neposkytne práva na skladbu „Goodbye Stranger“, v českém znění „Sbohem cizinče“.
Shauna má v pokoji plakát Quilloughbyho a The Snuffs z dílu Panika v ulicích Springfieldu.
Chalmers přirovnává sebe a Shaunu k seriálu Gilmorova děvčata a sám sebe označuje za Lorelai, hlavní postavu seriálu.

## Přijetí

### Sledovanost
Ve Spojených státech díl během premiéry sledovalo 1,03 milionu diváků.

### Kritika
Tony Sokol z Den of Geek ohodnotil epizodu čtyřmi hvězdičkami z pěti s komentářem: „Nejlepší kámoška Shauna je zábavná epizoda plná emotivních vsuvek, hlášek a vizuálních gagů, jako je například Mouth Mistake Hot Sauce. Jedná se o originální zápletku, která se přirozeně posouvá, s celkovým efektivním vývojem postav.“
Marcus Gibson z webu Bubbleblabber udělil dílu 6 bodů z 10 a napsal: „Celkově je Nejlepší kámoška Shauna vhodným příspěvkem věnovaným Lízině vášni pro hudbu. Později však podléhá běžným středoškolským záležitostem, které satirizuje. Ve výsledku se z ní stala mírně nezáživná epizoda plná předvídatelných prvků a Líziny nesympatické ‚starší sestry‘. Není bez několika úsměvných momentů, včetně narážky na The Late Late Show with James Corden (…). Jinak ale tato epizoda není zdaleka tak zábavná, jak jsem si myslel, že bude.“